# Адміністратор баз даних
Адміністра́тор ба́зи да́них (англ. database administrator, DBA) — особа, що відповідає за проектування, реалізацію, ефективне використання та супровід  бази даних, включаючи управління обліковими записами користувачів БД і захист від несанкціонованого доступу. Не менш важливою функцією адміністратора БД є підтримка цілісності бази даних. Код спеціальності по Класифікатору професій ДК 003:2010 - 2131.2.

## Обов'язки адміністратора
Серед найважливіших — резервне копіювання і відновлення інформації. Механізм резервування та відновлення даних зобов'язаний враховувати залежність бізнесу від інформації. Іншими словами, якщо у Вашій прикладній системі прийому замовлень через Інтернет будь-яка втрата інформації є абсолютно неприпустимою, то використання схеми «холодного» резервування, тобто при повній зупинці і відключенні БД, в даному випадку абсолютно неприйнятне. Для того, щоб знайти найкраще рішення, відповідне запитам підприємства, адміністратор повинен добре розбиратися в різноманітті методів резервування та відновлення, знати плюси і мінуси кожного з них.
Крім того, адміністратор повинен контролювати зростання БД. Від нього вимагається тримати керівництво в курсі щодо передбачуваного зростання БД, з тим щоб мати можливість своєчасно замовити будь-яке необхідне обладнання.
Налаштування також є однією з основних зон відповідальності адміністратора БД. І користувачі, і розробники за порадою будуть звертатися саме до нього.
Налаштування SQL — ще одна область, в якій адміністратор зобов'язаний проявляти свою кваліфікацію. Для адміна було б корисно мати інструмент, який би фіксував інструкції SQL і зберігав їх для подальшого аналізу. Директиви SQL є головним джерелом помилок в реляційних базах даних.
Крім усього іншого, адміністратор також займається створенням тестових конфігурацій БД, управлінням схемами додатків, внесенням змін до цих схем, бажано безпомилкових, підтримкою користувачів, що виражається, наприклад, в додаванні в систему нових користувачів, забезпеченням інформаційної безпеки у вигляді відкриття доступу тільки до запитуваних об'єктів.